# Ruspina
Ruspina est une ville antique d'Afrique du Nord fondée par des Phéniciens originaires de Tyr au IVe siècle av. J.-C. Rattachée en 146 av. J.-C. par les Romains à la province d'Afrique, elle est l'un des théâtres de l'affrontement entre Jules César et les partisans de Pompée.

## Localisation

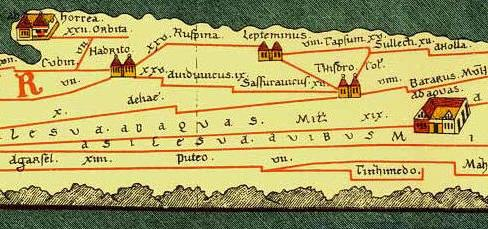
Ruspina sur la table de Peutinger.

Le toponyme phénicien Rus ou Rous a le sens général de « tête » ou « pointe » et peut désigner un cap ou un sommet à l'intérieur d'un territoire, compréhension justifiée par les mots arabes Ras et hébreu Rosh, de sens similaire. Le nom Rous Penna est pris au sens de cap, ou plus précisément de « presqu'île ».
Ruspina est citée par les auteurs antiques qui rapportent la campagne de Jules César en Afrique, mais sa localisation précise a été discutée : l'identification à Monastir fait au XIXe siècle est réfutée au profit de Henchir Tenir par Veith[Qui ?] suivi par Stéphane Gsell.
Ruspina apparaît sur la table de Peutinger, entre Hadrumète et Thapsus.
Le site archéologique a été localisé par le docteur Nabil Kallala, originaire de la ville de Monastir. Elle s'étend sur plus de huit hectares sur un site stratégique à l'abri des incursions extérieures. Elle correspond aujourd'hui au site de la ville de Monastir.

## Histoire
La ville de Ruspina aide le général carthaginois Hannibal Barca au cours de la deuxième guerre punique au IIIe siècle av. J.-C. Malgré la présence romaine, après la chute de Carthage en 146 av. J.-C., la civilisation punique continue d'exister jusqu'au milieu du Ier siècle av. J.-C.
À cette époque, Ruspina a un statut de ville libre dotée d'un conseil municipal et dispose d'un grand port. C'est ici que les partisans de Pompée, menés par Titus Labienus, sortent victorieux de Jules César à la bataille de Ruspina le 4 janvier 46 av. J.-C. Ruspina, en tant que première ville africaine alliée à Jules César, connaît rapidement la prospérité après la victoire de ce dernier.